# Nephodia punctularia
Nephodia punctularia är en fjärilsart som beskrevs av William Schaus 1912. Nephodia punctularia ingår i släktet Nephodia och familjen mätare. Inga underarter finns listade i Catalogue of Life.